# 251 هـ
251 هـ هي سنة في التقويم الهجري امتدت مقابلةً في التقويم الميلادي بين سنتي 865 و866.

## مواليد
- أبو الحسن المصري
- أبو العرب التميمي
- محمد بن عمرو البختري الرزاز

## وفيات
- أبو جعفر بن قادم
- إسحاق الكوسج
- حميد بن مخلد بن قتيبة
- سري السقطي